# Григорьево (Кировская область)
Григорьево — деревня в Котельничском районе Кировской области в составе Чистопольского сельского поселения.

## География
Располагается на расстоянии примерно 52 км по прямой на юг-юго-запад от райцентра города Котельнич.

## История
Известно с 1762 года как починок Григорьевский с населением 4 человека, в 1873 здесь дворов 28 и жителей 268, в 1905 (уже деревня Большая Григорьевская) 55 и 360, в 1926 85 и 422, в 1950 71 и 270, в 1989 97 жителей. Настоящее название утвердилось с 1978 году.

## Население
Постоянное население  составляло 23 человека (русские 100%) в 2002 году, 6 в 2010.